# Saint Mary’s Church (Hadleigh)

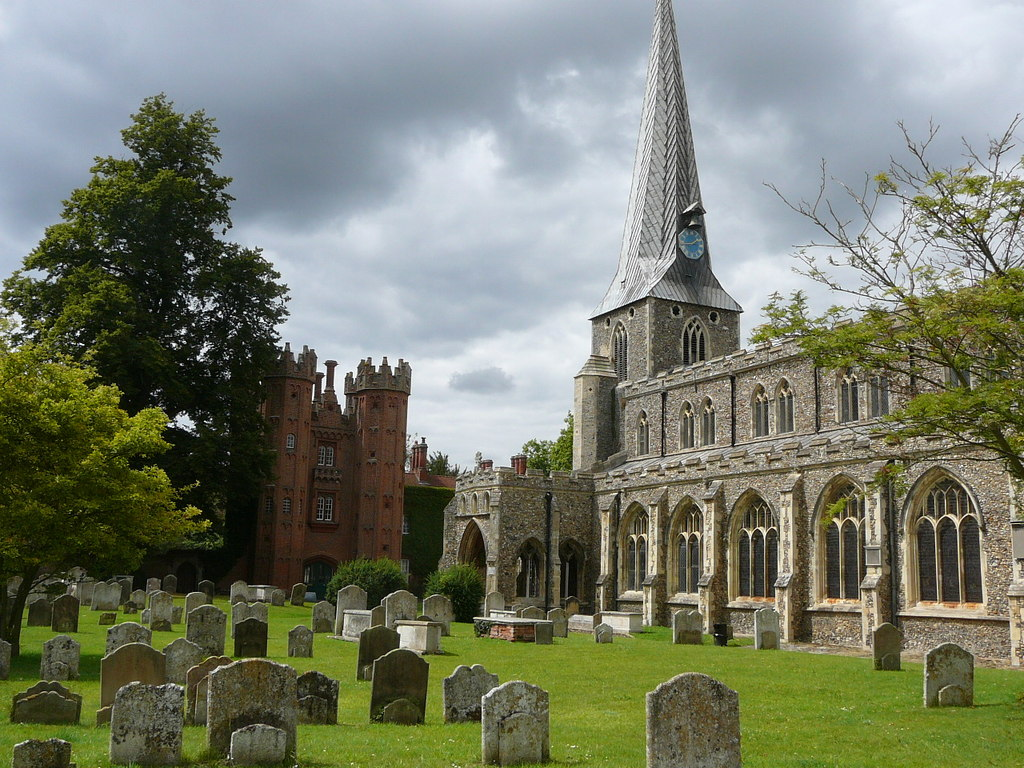
Saint Mary’s Church, Hadleigh

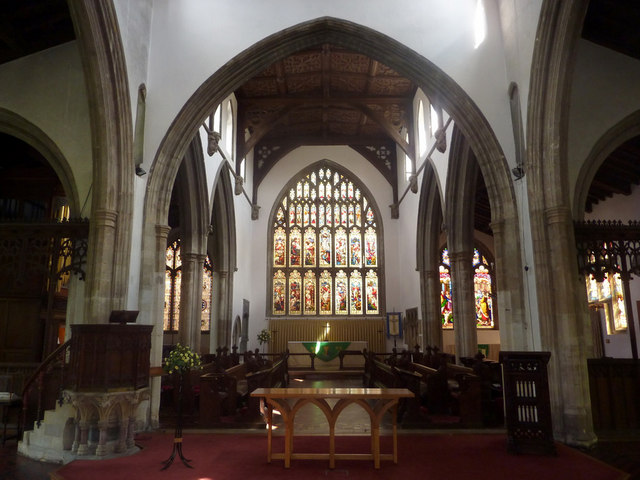
Langhaus

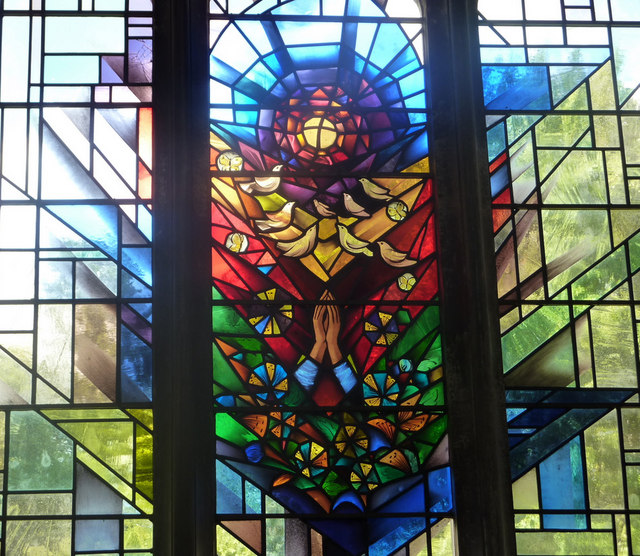
Modernes Glasbild

Die Saint Mary’s Church ist eine Pfarrkirche (Parish Church) der Church of England in der Kleinstadt Hadleigh in der Grafschaft (county) Suffolk im Osten Englands. Sie untersteht dem Patrozinium der Gottesmutter Maria. Der als Grade-I-Baudenkmal eingestufte Kirchenbau gehört zum Major Churches Network. Die Kirche wurde um das Jahr 1750 von Thomas Gainsborough gemalt.

## Lage
Die Kleinstadt Hadleigh liegt etwa 125 km (Fahrtstrecke) nordöstlich von London bzw. 15 km westlich der Großstadt Ipswich in einer Höhe von 21 m. Die Kirche liegt – umgeben von einem alten Friedhof – inmitten des Ortes.

## Geschichte
Die Kirche entstand im 13./14. Jahrhundert, wurde aber bereits im 15. Jahrhundert mit neuen Fenstern im Stil der Zeit (Perpendicular Style) versehen. Zu Beginn des 20. Jahrhunderts geschah eine umfassende Restaurierung.

## Architektur
Die – mit Ausnahme der Fenster- und Portallaibungen sowie der Innenraumgestaltung – zur Gänze aus von der Küste herbeigeschafften unbehauenen Feuersteinknollen in Sichtbauweise errichtete Kirche ist dreischiffig und basilikal angelegt; auf ein Querhaus wurde verzichtet. Der Chorschluss ist flach, wie auch die Holzdecken der drei Schiffe. Die Kirchturmspitze ist die einzig größere in ganz England mit einer bleibedeckten Zimmermannskonstruktion.

## Ausstattung
Ein spätmittelalterliches Taufbecken mit Ausbesserungen des späten 19. Jahrhunderts ist erhalten. Die Fensterverglasung stammt aus dem 19. und 20. Jahrhundert.

## Sonstiges
Neben der Westfassade steht ein im 19. Jahrhundert im Tudorstil erbautes Torhaus, in dem sich auch die Wohnung des Dekans befand.